# 象耳镇
象耳镇，是中华人民共和国四川省眉山市东坡区曾经下辖的一个镇。2019年12月，撤销象耳镇，将其所属行政区域划归尚义镇管辖。

## 行政区划
象耳镇撤销前下辖以下地区：
五里墩社区、农林村、红旗村、许村和君乐村。